# Veronika Fischer

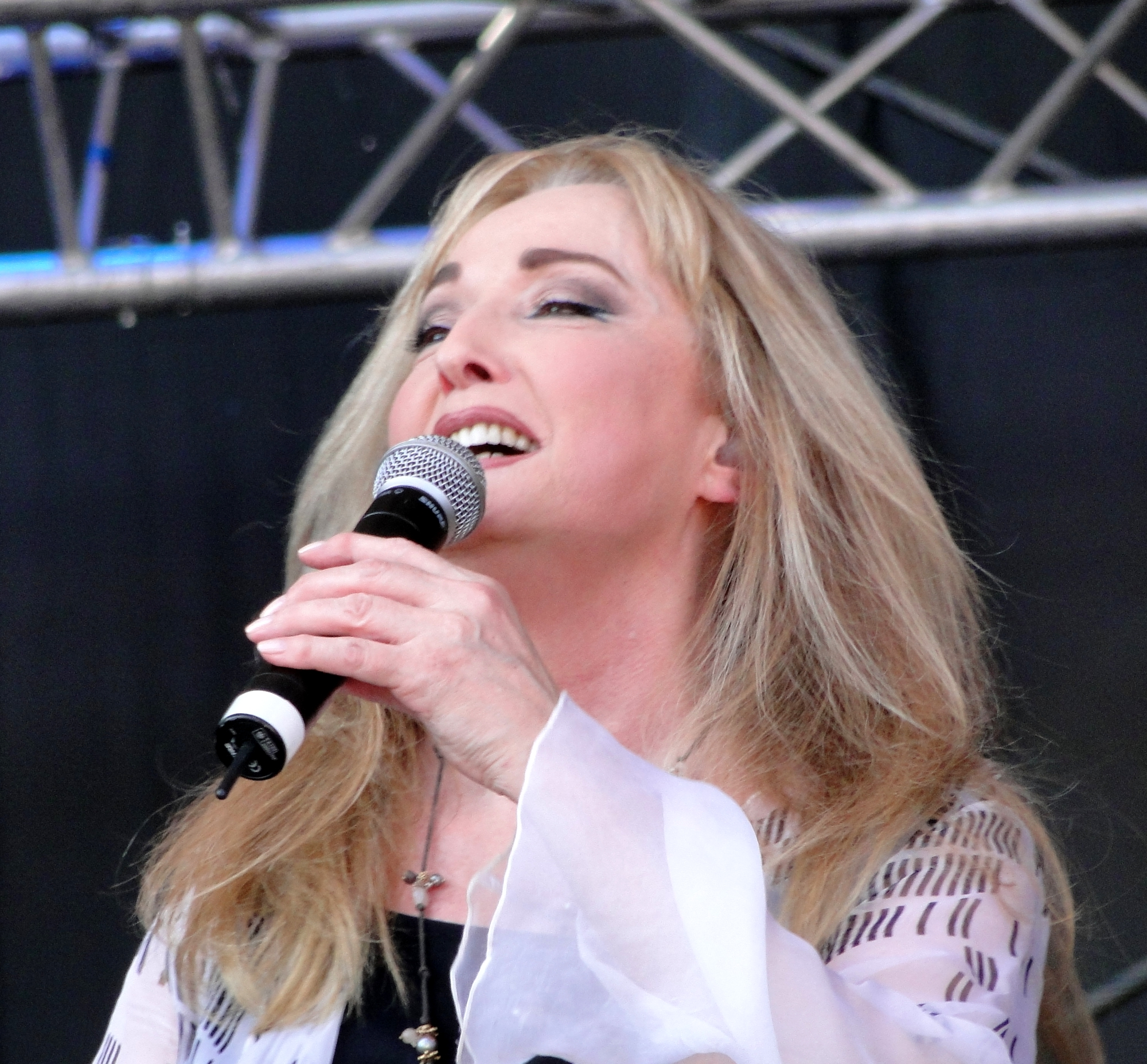
Veronika Fischer w 2011

Veronika Fischer (ur. 1951 w Wölfis) – NRD-owska, następnie niemiecka piosenkarka. Wzięła udział w Międzynarodowym Festiwalu Piosenki w Sopocie w 1976, gdzie wykonała swoją piosenkę „Hänschengross”.

## Albumy
- 1975: Veronika Fischer & Band (Amiga)
- 1976: Sommernachtsball (Amiga)
- 1978: Aufstehn (Amiga)
- 1980: Goldene Brücken (Amiga i Pool-Teldec)
- 1981: Staunen (WEA)
- 1983: Unendlich weit (WEA)
- 1984: Sehnsucht nach Wärme (WEA)
- 1987: Spiegelbilder (WEA)
- 1989: Veronika Fischer (WEA)
- 1991: Gefühle (WEA)
- 1993: Was ist dabei (Polydor)
- 1995: Träumer (Polydor)
- 1997: Mehr in Sicht (Polydor)
- 1997: Das Kind & der Kater (Polydor)
- 1999: Meine schönsten Kinderlieder (Universal)
- 2001: Tief im Sommer (Buschfunk)
- 2002: Live in Berlin – (Buschfunk)
- 2004: Dünnes Eis (SPV)
- 2007: Weihnachten wieder daheim (Buschfunk)
- 2008: Unterwegs zu mir (DA)
- 2011: Zeitreise (Koch Universal)